# Gal gestin
Gal gestin  je bil hetitski vojaški in uradniški naziv, ki v dobesednem prevodu pomeni "šef točajev vina". Domneva se, da je bil položaj gal gestina med najpomembnejšimi in najprestižnejšimi položaji v Hetitskem kraljestvu.

## Zgodovina
Gal gestin kot vojaški poveljnik je bil osebno odgovoren za kraljevo varnost. Položaj je praviloma zasedal član kraljeve družine, običajno kraljev brat.
Kot gal gestin se je občasno udeleževal praznovanj, kot gal mesedi pa je poveljeval vojaškim enotam, ki niso bile pod neposredno kraljevo jurisdikcijo.

## Sklica
1. ↑  Bryce, Trevor (2004-12-17). Life and society in the Hittite world. Oxford University Press. str. 110. ISBN 978-0-19-927588-5. Pridobljeno  8. aprila 2011.
2. ↑  Beal, Richard Henry (1992). The organisation of the Hittite military. C. Winter. str. 356.  ISBN 978-3-533-04562-5. Pridobljeno  8. aprila 2011.